# Mieczysław Żarski
Mieczysław Felicjan Żarski herbu Starykoń (ur. 9 czerwca 1888 w Piotrkowie Trybunalskim, zm. 23 lutego 1944 w Kątach) – kapitan administracji sanitarnej Wojska Polskiego II Rzeczypospolitej, inżynier leśnik, urzędnik, ofiara nacjonalistów ukraińskich.

## Życiorys
Urodził się 9 czerwca 1888. Był synem Józefa Żarskiego herbu Starykoń (1853–1917) i Józefy z domu Psarskiej herbu Jastrzębiec (1860–1940). Został absolwentem Gimnazjum Filologicznego w rodzinnym Piotrkowie Trybunalskim oraz ukończył studia w niemieckim Lipsku z tytułem inżyniera leśnika.
Po wybuchu I wojny światowej w 1914 wstąpił do Legionów Polskich i służył w VI batalionie w stopniu kaprala. W maju 1915 został dowódcą plutonu w II dywizjonie 2 pułku ułanów, po czym został skierowany do legionowej służby sanitarnej i mianowany chorążym sanitarnym 24 marca 1916. Odbył szlak bojowy wraz z macierzystym 2 pułkiem ułanów.
U kresu wojny został przyjęty do Wojska Polskiego i 1 listopada 1918 przydzielony do szwadronu jazdy formowanego w Mińsku Mazowieckim, wcielonego później do 5 pułku ułanów. Został awansowany do stopnia podporucznika kawalerii i 20 marca 1919 wysłany na kurs do Centralnej Szkoły Oficerów Jazdy. W lipcu 1919 skierowany jako oficer rezerwowy do 5 pułku ułanów, a z dniem 1 grudnia 1919 awansowany do stopnia porucznika kawalerii. Brał udział w wojnie polsko-bolszewickiej w szeregach 5 pułku ułanów. W lipcu 1920 skierowany na leczenie do szpitala, a od 30 sierpnia 1920 był dowódcą I oddziału w szwadronie zapasowym 8 pułku ułanów. 
19 stycznia 1921 roku został zatwierdzony z dniem 1 kwietnia 1920 roku w stopniu rotmistrza, w kawalerii, w grupie oficerów byłych Legionów Polskich. Z dniem 1 czerwca 1921 roku został przeniesiony w stan nieczynny z uwagi na stan zdrowia, a 20 lutego 1922 roku przeniesiony do rezerwy. Został zweryfikowany w stopniu kapitana ze starszeństwem z dniem 1 czerwca 1919 roku w korpusie oficerów rezerwy administracji, dział sanitarny. W latach 1923–1924 posiadał przydział w rezerwie do 10 batalionu sanitarnego w Przemyślu. W 1934 roku pozostawał w ewidencji Powiatowej Komendy Uzupełnień Sanok. Posiadał przydział do Kadry Zapasowej 10 Szpitala Okręgowego w Przemyślu. Był wówczas kapitanem ze starszeństwem z dniem 1 czerwca 1919 roku i 5. lokatą w korpusie oficerów pospolitego ruszenia administracji, grupa oficerów administracji sanitarnej.
Jego żoną została 24 października 1919 Jadwiga z domu Romer herbu Jelita (1897–1956), ślub odbył się w kościele św. Katarzyny Aleksandryjskiej przy parafii pod tym wezwaniem w Ociece, zamieszkali nieopodal. Ich dziećmi byli Maria (1920–1995, po mężu Komornicka), Andrzej (1922–2009), Anna (1924–1993), Teresa (1926–2014), Stanisław (1929–1986), Krystyna (1934-), Antoni (1937–). Mieczysław Żarski jako nadleśniczy administrował majątki Stary Szlak i Komańcza. W latach 20. był dyrektorem lasów w Rzepedzi. W latach 20. zasiadł w radzie Komunalnej Kasy Oszczędności w Sanoku.
Podczas II wojny światowej został zamordowany przez członków Ukraińskiej Powstańczej Armii w Kątach 23 lutego 1944. Został pochowany na cmentarzu w Nowym Żmigrodzie.
Jego braćmi byli Tadeusz (1896–1934, działacz socjalistyczny i komunistyczny, poseł na Sejm RP II kadencji (1928–1930), nauczyciel, stracony w ramach stalinowskich czystek w ZSRR) i Witold (1899, legionista, kapitan geograf, ofiara zbrodni katyńskiej).

## Ordery i odznaczenia
- Krzyż Niepodległości (16 marca 1937, za pracę w dziele odzyskania niepodległości)[15]
- Krzyż Walecznych